# Municipio de Marshall (Ohio)
El municipio de Marshall (en inglés: Marshall Township) es un municipio ubicado en el condado de Highland en el estado estadounidense de Ohio. En el año 2010 tenía una población de 1029 habitantes y una densidad poblacional de 17,53 personas por km².

## Geografía
El municipio de Marshall se encuentra ubicado en las coordenadas 39°8′15″N 83°28′30″O / 39.13750, -83.47500. Según la Oficina del Censo de los Estados Unidos, el municipio tiene una superficie total de 58.7 km², de la cual 56,77 km² corresponden a tierra firme y (3,28 %) 1,93 km² es agua.

## Demografía
Según el censo de 2010, había 1029 personas residiendo en el municipio de Marshall. La densidad de población era de 17,53 hab./km². De los 1029 habitantes, el municipio de Marshall estaba compuesto por el 97,76 % blancos, el 0,29 % eran afroamericanos, el 0,68 % eran amerindios y el 1,26 % eran de una mezcla de razas. Del total de la población el 0,19 % eran hispanos o latinos de cualquier raza.